# 沟湾遗址
沟湾遗址全称“淅川沟湾新石器时代遗址”，原名“下集遗址”, 位于河南省淅川县上集镇张营村沟湾组东面，淅水东岸的二级台地上， 西距淅水约800米，四周环山，处于小盆地之中，该遗址系南水北调中线工程丹江口水库淹没区文物保护项目之一。也是汉江中游地区首次发现的具有“环壕聚落”特征的史前遗址， 填补了该区域史前聚落考古的一项空白。
并入选2008年“河南省五大考古新发现”。

## 地理
该遗址所在地属于豫西南山区， 向东大约50千米是南阳盆地， 从这里可进入豫中地区，古代水运发达时期，自西北透过丹江可进入陕南和关中平原，自西南透过汉江则可进入鄂西北和江汉平原， 是连接黄河与长江中游文化区块的枢纽地带。
两大文化区在相同时期的交流和融合, 在这里表现得比较明显。

## 遗址概况
遗址东西长约310米，南北宽约190米，总面积约6万平方米。文化层堆积厚3米到8.5米，地层堆积以遗址为中心向边缘地带倾斜，以新石器时代堆积为主，整理后发现，新石器时代堆积的遗存由多到少分别由仰韶文化、屈家岭文化、石家河文化和王湾三期文化四个时期组成。
新石器时代遗存发现窖穴和灰坑375座、房址123座、瓮棺76座、竖穴土坑墓96座、烧土堆积15个、沟15条、灶1座、陶窑2座、道路1条以及大量的陶、石、骨角器。

## 参看
- 马岭遗址